# Stellaria pedersenii
Stellaria pedersenii är en nejlikväxtart som beskrevs av C.R. Volponi. Stellaria pedersenii ingår i släktet stjärnblommor, och familjen nejlikväxter. Inga underarter finns listade i Catalogue of Life.